# Royal (Bazel)
Royal is een historisch merk van motorfietsen.
Philipp Zucker, Helvetia Fahrradfabrik, Bazel (1900-1902).
Dit was een van de eerste Zwitserse motorfabrikanten. Men bouwde 1½- en 2 pk Zedel-motoren in.
- Andere merken met de naam Royal, zie Royal (Frankrijk) - Royal (Milaan) - Royal (New York).